# Xã Farmington, Quận Warren, Pennsylvania
Xã Farmington (tiếng Anh: Farmington Township) là một xã thuộc quận Warren, tiểu bang Pennsylvania, Hoa Kỳ. Năm 2010, dân số của xã này là 1.259 người.